# Plateau du Cengle

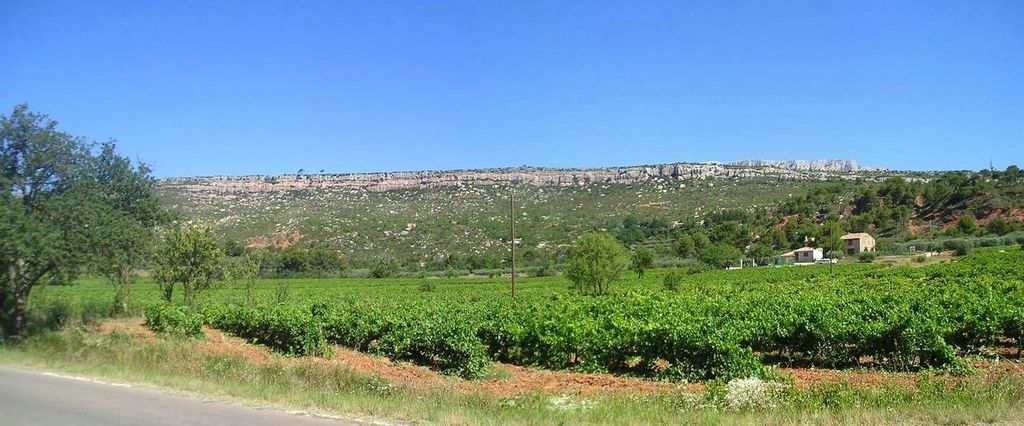
Le plateau du Cengle vu depuis la vallée de l'Arc.

Le plateau du Cengle est un plateau géologique d'une dizaine de kilomètres de longueur qui culmine à 509 m d'altitude. De forme ovale, situé sur le territoire de la commune de Saint-Antonin-sur-Bayon (Bouches-du-Rhône) près d'Aix-en-Provence, il appartient au massif de la montagne Sainte-Victoire. Il est séparé de la Sainte-Victoire par la rivière du Bayon.
Il est fréquenté par une importante population de randonneurs et de vététistes qui l'arpentent tout au long de l'année.

## Historique

Carte topographique de la montagne Sainte-Victoire et du plateau du Cengle.

Le nom « Cengle » dérive du provençal cengle (« Corniche d'une falaise, sentier naturel qui couronne un escarpement circulaire ». Sur le plateau, dans le territoire de la commune de Saint-Antonin-sur-Bayon, un dolmen, dénommé « dolmen de Maurély », a fait l'objet d'une restauration à partir de 1968. On a retrouvé à sa base des lames de silex et des parures de perles.